# رومن کوزلوف (بازیکن بسکتبال)
رومن کوزلوف (انگلیسی: Roman Kozlov؛ زادهٔ ۱۳ نوامبر ۱۹۹۰) بازیکن بسکتبال اهل اوکراین است.